# 彼得·斯泰弗森特
彼得·斯泰弗森特（英語：Peter Stuyvesant，英語 /ˈstaɪvəsənt/；约1610年 – 1672年8月），荷兰语名彼得鲁斯·斯特伊弗桑特（荷蘭語：Petrus Stuyvesant，發音：[ˈpeːtrʏs ˈstœy̯vəˌsɑnt]），荷兰殖民官员，1647年-1664年担任新尼德兰殖民地末任总干事。此后该殖民地被割让给英国，首都新阿姆斯特丹更名为纽约市，其他地区分属今美国诸州。斯泰弗森特是纽约市早期历史上的一位重要人物，市内许多地标和名胜都以他的名字命名（例如史岱文森高中、史岱文森镇、贝德福德-斯泰弗森特街区等）。
斯泰弗森特在总干事任内的成就包括将新阿姆斯特丹聚居地远扩至曼哈頓以南。斯泰弗森特主政的项目包括华尔街防护墙和后来成为百老街和百老匯大道的百老运河（Broad Canal）。斯泰弗森特是荷兰归正会士，他反对宗教多元化，也因信義宗信众、犹太人、罗马天主教徒和贵格会士试图在城市中建造礼拜场所及践行信仰而与他们发生冲突。斯泰弗森特极其反犹太，厌恶犹太人和犹太教。